# Joey Cape
Randal "Joey" Cape (né le 16 novembre 1966 en Californie) est un chanteur, compositeur, guitariste et producteur américain de punk et de Musique acoustique. Actif depuis 1989, Joey Cape est plus particulièrement connu comme étant le leader du groupe de Punk rock californien Lagwagon.
Joey Cape a sorti son premier album solo, Bridge, le 21 octobre 2008 sur Suburban Home Records. Son second album Doesn't Play Well with Others est paru en février 2011, après avoir publié une chanson chaque mois pendant un an.
La carrière solo de Joey Cape est aussi marquée par de nombreuses collaborations avec des artistes tels que celles de Tony Sly de No Use for a Name et de Jon Snodgrass de Armchair Martian et Drag the River.
En plus de son travail avec Lagwagon, Joey Cape était aussi le chanteur du groupe de rock expérimental Bad Astronaut jusqu'à leur séparation à la suite de la mort du batteur Derrick Plourde. Il est aussi guitariste dans le groupe de « reprises » (cover) Me First and the Gimme Gimmes.
Récemment il a formé le groupe Joey Cape's Bad Loud et a sorti un album numérique du même nom le 9 juin 2011. Les chansons sont des versions "électriques" des titres de ses deux albums solo: Bridge et Doesn't Play Well with Others.
Depuis il s'est illustré dans le groupe Scorpios composé de Tony Sly, Jon Snodgrass et Brian Wahlstrom. L'album du même nom est sorti le 1er septembre 2011. Les membres du groupe ont en commun le signe astrologique du scorpion.
En 2012, Joey Cape a sorti en février un EP avec Hugo Mudie de The Sainte Catherines et s'apprête à sortir l'album Acoustic Volume 2 avec Tony Sly le 19 juin.
Le 1 aout 2012 Fat Wreck Chords nous apprend le décès de Tony Sly 

## Biographie
En 1986, Joey Cape créé un label de musique appelé My Records qui a sorti le premier album de Nerf Herder. Ce label ne fonctionne plus aujourd'hui.
En 1999-2000, Joey Cape a profité de la pause du groupe Lagwagon pour travailler sur deux autres projets: Bad Astronaut et Me First and the Gimme Gimmes. Ceci aura pour effet de ralentir son travail de création pour Lagwagon qui sortira Blaze en 2003 et Resolve en 2005. Ce dernier a été écrit et composé en l'honneur du batteur Derrick Plourde (Lagwagon, Bad Astronaut, Mad Caddies) qui s'est suicidé en 2005. Depuis Lagwagon a sorti un EP sur Fat Wreck Chords le 19 août 2008, appelé I Think My Older Brother Used to Listen to Lagwagon''. Depuis 2009 le groupe fait une pause. Ils ont ressorti en novembre 2011 leurs cinq premiers albums en version remastérisée et comprenant de nombreux morceaux inédits. Une boite collector les comprenant tous (CD ou vinyles) est sortie sous Fat Wreck Chords sous le nom de Putting Music In Its Place. 
Joey Cape a aussi produit des albums de The Ataris, Ridel High, Nerf Herder et de ses propres groupes. Aussi, il a brièvement été impliqué dans un projet appelé Afterburner aux côtés de Todd Capps (Lagwagon) avant de lancer sa carrière solo. En 2007, il sort avec le groupe The Playing Favorites l'album I Remember When I Was Pretty.
Le 18 mai 2004, Joey Cape et Tony Sly sorte un album intitulé Acoustic sur Fat Wreck Chords. Ce dernier est composé de 12 chansons, dont 10 sont des versions acoustiques des groupes Lagwagon et No Use for a Name. L'album rencontre un franc succès auprès des fans de chaque groupe et les deux artistes commencent une tournée ensemble. En 2010, ils sortiront un vinyle contenant une chanson de chacun sur Fat Wreck Chords. Les morceaux sont aussi disponibles sur l'iTunes Store. 
Le 21 octobre 2008, Joey Cape sort son premier album solo intitulé Bridge sur Bad Taste Records en Europe et sur Suburban Home Records aux États-Unis.
En août 2009, Joey Cape annonce qu'il est en train d'enregistrer de nouveaux morceaux pour un deuxième album solo appelé Doesn't Play Well with Others. L'album a été distribué morceau par morceau mensuellement sous forme d'un abonnement. Les personnes inscrites ont reçu en janvier/février 2011 l'album complet dans un coffret exclusif et dédicacé. L'album est ensuite sorti le 1er juin 2011 sur CD et vinyle.
Durant la période 2009-2010, Joey Cape multiplie les tournées acoustiques en compagnie, notamment, de Jon Snodgrass. L'artiste est un ami de longue date avec qu'il avait déjà collaboré avec Bad Astronaut. Un split avec le groupe de Snodgrass (Armchair Martian) était d'ailleurs sorti en 2001 sous le nom de: War of the Worlds.
Les sorties acoustiques donneront lieu à l'enregistrement d'un split appelé Liverbirds. Sorti le 1er avril 2010, il comprend des chansons acoustiques de chacun des groupes des deux artistes; dont de morceaux de Lagwagon.
Le 25 avril 2011, Joey Cape a révélé qu'il travaillait sur un nouveau projet de groupe appelé Joey Cape's Bad Loud and qu'ils s'enregistreraient un album complet avec les morceaux de ses deux albums solo en version électrique. L'album est sorti en version numérique sur BandCamp et sur l'iTunes Store le 9 juin 2011. Depuis le groupe a sorti une chanson originale appelé This is their night le 11 juillet 2011.
Toujours en 2011, la collaboration Cape/Snodgrass continue au travers de tournées et d'un album acoustique, sorti sous le groupe Scorpios comprenant aussi Tony Sly et Brian Wahlstrom. La sortie de l'album le 1er septembre 2011 a été accompagnée par une tournée européenne.
En février 2012, Joey Cape sort un split avec Hugo Mudie de The Sainte Catherines sur le label québécois L'écurie. Le vinyle comprend deux nouvelles chansons de Joey Cape et deux morceaux acoustiques de Hugo Mudie & The City Streets. Les morceaux de Cape sont exclusifs à ce split tandis que ceux de Mudie sont disponibles sur l'iTunes Store.
Après des informations sur l'enregistrement d'un album faisant suite à Acoustic avec Tony Sly, Fat Wreck Chords a dévoilé et mis en pré-vente Acoustic Volume 2 le 29 mars 2012. L'album sera disponible en CD, Vinyle et Vinyle de couleur. En même temps, une version Vinyle colorisée de Acoustic a été mise en pré-vente.

## Discographie Solo
- 2004 - Acoustic (avec Tony Sly)
- 2008 - Bridge
- 2009 - Who Wants to Get Down? (7" avec Jon Snodgrass)
- 2009 - Under the Influence, vol. 11 (7" avec Mike Hale) - "Watch Me Bleed" (Tears for Fears cover)
- 2010 - Don't Wake Up The Kids!! (avec Ken Yokoyama & Duncan Redmonds)
- 2010 - Tony Sly / Joey Cape Split 7" (avec Tony Sly)
- 2010 - Liverbirds (avec Jon Snodgrass)
- 2011 - Doesn't Play Well with Others
- 2012 - Joey Cape / Hugo Mudie & The City Streets - Split (avec Hugo Mudie de The Sainte Catherines)
- 2012 - Acoustic Volume 2 (avec Tony Sly)
- 2015 - Stitch Puppy[4]
- 2019 - Let Me Know When You Give Up

Compilations
- 2005 - Protect: A Benefit for the National Association to Protect Children
- 2008 - Mission Hall Session
- 2010 - The Revival Tour Collections 2009